# The Handmaid's Tale (boek)
The Handmaid's Tale (1985) is een dystopische roman van de Canadese auteur Margaret Atwood. In 1987 werd de roman in het Nederlands vertaald als Het verhaal van de dienstmaagd. De tweeëntwintigste druk van deze vertaling van Gerrit de Blaauw verscheen in 2019.
The Handmaid's Tale won in 1985 de Governor General's Award en de eerste Arthur C. Clarke Award in 1987. Het boek werd ook genomineerd voor de Nebula Award 1986, de Booker Prize 1986 en de Prometheus Award 1987.
Het boek werd in 1990 verfilmd door Volker Schlöndorff. 
In 2017 verscheen de succesvolle, eveneens op het boek gebaseerde televisieserie van Bruce Miller.
Op 10 september 2019 verscheen deel 2 van het boek, in het Nederlands getiteld De Testamenten.

## Korte samenvatting
Het boek speelt in de Republiek van Gilead, waar vrouwen worden ingedeeld naar vruchtbaarheid en status. In de republiek zijn religie en staat samengesmolten. De dienstmaagden worden maandelijks, tijdens hun ovulatie, ceremonieel verkracht, in de hoop op een zwangerschap, waarna hun de baby wordt afgenomen. Het hele gebeuren wordt goedgepraat met een Bijbelcitaat. Hoofdpersonage in de roman is Offred (in het Nederlands Vanfred, dus een vrouw die genoemd is naar haar bezitter), die wordt gescheiden van haar man en kind.